# 勧修寺経方
勧修寺経方（かじゅうじ つねかた、建武2年（1335年） - 没年不明）は、南北朝時代の公卿。別名は勧修寺宗定、勧修寺経直。

## 官歴
- 建武5年（1338年）：従五位上
- 暦応3年（1340年）：正五位下
- 康永2年（1343年）：右兵衛佐
- 貞和4年（1348年）：春宮権大進、右少弁
- 貞和5年（1349年）：左衛門権佐
- 貞和6年（1350年）：補蔵人、正五位上、右中弁、防鴨川使
- 観応2年（1351年）：従四位下
- 文和2年（1353年）：従四位上
- 文和3年（1354年）：正四位下、補右宮城使
- 文和4年（1355年）：補蔵人頭、右大弁
- 文和5年（1356年）：参議、備後権守、従三位
- 延文3年（1358年）：左大弁
- 延文4年（1359年）：権中納言
- 貞治元年（1362年）：出家のため致仕

## 系譜
- 父：勧修寺経顕
- 弟：勧修寺経重